# Anouar Ait El Hadj
Anouar Ait El Hadj (Sint-Jans-Molenbeek, 20 april 2002) is een Belgisch-Marokkaans voetballer die doorgaans speelt als aanvallende middenvelder. Hij werd opgeleid bij RSC Anderlecht en debuteerde daar tevens op het hoogste niveau in 2019. El Hadj verruilde KRC Genk in juli 2024 voor Union Sint-Gillis. 

## Clubcarrière

### Jeugd
Ait El Hadj begon zijn carrière bij de jeugd van FC Brussels, waar hij samenvoetbalde met onder andere Killian Sardella. Op zijn negende trok hij naar KAA Gent, maar na amper een jaar haalde RSC Anderlecht hem terug naar Brussel. Op vijftienjarige leeftijd kreeg hij een voorstel van Tottenham Hotspur, maar El Hadj besloot bij Anderlecht te blijven. In april 2019 werd hij op zijn zeventiende verkozen tot beste speler op de Future Cup, een prestigieus vriendschappelijk jeugdtoernooi.

### RSC Anderlecht
In juli 2019 promoveerde hij naar het eerste elftal. Op 28 juli 2019, de openingsspeeldag van het seizoen 2019/20, mocht hij in de thuiswedstrijd tegen KV Oostende zijn debuut maken. Drie minuten voor tijd kwam hij Pieter Gerkens vervangen. Zijn debuutwedstrijd eindigde in mineur, de wedstrijd werd met 1–2 verloren. In zijn debuutseizoen bij de A-kern kwam hij op de negende speeldag ook nog in actie in de competitiewedstrijd tegen Waasland-Beveren (0-0), waar hij in de 66e minuut inviel voor Peter Žulj.
In het seizoen 2020/21 kreeg hij op de tweede speeldag zijn eerste basisplaats bij Anderlecht in de competitiewedstrijd tegen Sint-Truidense VV, die Anderlecht met 3-1 won. El Hadj speelde de volledige wedstrijd. Eind september 2020 kreeg hij, in navolging van andere jongeren als Killian Sardella, Marco Kana, Francis Amuzu en Antoine Colassin, een contractverlenging tot 2024. Op 7 februari 2021 scoorde hij zijn eerste competitiedoelpunt tijdens de 1-2 overwinning op het veld van KRC Genk.

### KRC Genk
Op 18 januari 2023 werd El Hadj voorgesteld als speler van KRC Genk, hij tekende er een contract tot 2027. Genk betaalde 2 miljoen euro aan RSC Anderlecht voor de speler. In zijn anderhalf seizoen bij de Limburgse club speelde hij 37 wedstrijden en scoorde er vijf keer, maar voornamelijk als invaller.

### Union Sint-Gillis
Op 13 juli 2024 vertrok El Hadj naar Union Sint-Gillis, waar hij een contract tot medio 2028 kreeg. In zijn eerste seizoen won hij met de Brusselse club het Belgisch kampioenschap.

## Clubstatistieken
| Seizoen | Club           | Land            | Competitie         | Competitie | Competitie | Beker | Beker | Internationaal | Internationaal | Totaal | Totaal |
| Seizoen | Club           | Land            | Competitie         | Wed.       | Dlp.       | Wed.  | Dlp.  | Wed.           | Dlp.           | Wed.   | Dlp.   |
| ------- | -------------- | --------------- | ------------------ | ---------- | ---------- | ----- | ----- | -------------- | -------------- | ------ | ------ |
| 2019/20 | RSC Anderlecht | Vlag van België | Jupiler Pro League | 2          | 0          | 0     | 0     | —              | —              | 2      | 0      |
| 2020/21 | RSC Anderlecht | Vlag van België | Jupiler Pro League | 28         | 4          | 3     | 0     | —              | —              | 31     | 4      |
| 2021/22 | RSC Anderlecht | Vlag van België | Jupiler Pro League | 27         | 2          | 6     | 0     | 2              | 0              | 35     | 2      |
| 2022/23 | RSC Anderlecht | Vlag van België | Jupiler Pro League | 3          | 1          | 2     | 0     | 2              | 0              | 7      | 1      |
| 2022/23 | KRC Genk       | Vlag van België | Jupiler Pro League | 10         | 0          | 0     | 0     | —              | —              | 10     | 0      |
| 2023/24 | KRC Genk       | Vlag van België | Jupiler Pro League | 11         | 3          | 2     | 1     | 6              | 0              | 19     | 4      |
| Totaal  | Totaal         | Totaal          | Totaal             | 81         | 10         | 13    | 1     | 11             | 0              | 105    | 11     |

Bijgewerkt op 7 april 2024.

## Interlandcarrière
El Hadj is een voormalig Belgisch jeugdinternational. Toen hij in het voorjaar van 2021 begon door te breken bij Anderlecht, richtte Marokko zijn pijlen op de middenvelder.

## Erelijst
| Belgische Supercup | 1x | 2024    |
| Jupiler Pro League | 1x | 2024/25 |